# Svanetisch zout
Svanetisch zout (Georgisch: სვანური მარილი, svanoeri marili) is een gekruid zout uit de Georgische bergregio Svanetië.

## Achtergond
Historisch gezien leed Svanetië aan een gebrek aan zout. Het gebied ligt diep in de bergen en was daardoor lastig te bereiken vanaf de zee. Dat verbeterde pas echt in de 20e eeuw toen er een weg werd aangelegd. Volgens de folklore reisden de Svaneten naar verschillende plaatsen om zout te halen. Om het schaarse goed spaarzamer te gebruiken kwamen de vindingrijke bewoners op het idee om het zout te mengen met verschillende kruiden die lokaal in overvloed groeien op de berghellingen.

## Ingrediënten en toepassing
Svanetisch zout bevat naast zout ook knoflook, gedroogde koriander, rode chilipeper, afrikaantjes (Imeretisch saffraan), blauwe fenegriek ('Trigonella caerulea', Georgisch: ულუმბო, oeloembo of ook wel oetscho soeneli) en het lokaal in Svanetië groeiende gitsroeli (een wild karwijzaad). Soms wordt ook gedroogde dille of venkel toegevoegd en in plaats van karwijzaad kan komijn of tijm worden gebruikt. De kruidenmix bevat geen synthetische bestanddelen. 
De in het wild groeiende kruiden worden geplukt in Zemo Svanetië in de Kaukasus, dat rond de 2000 meter boven zeeniveau ligt. De kruiden en het zout worden na drogen in een vijzel vermalen en gemengd. Het kruidenzout wordt in allerlei gerechten gebruikt, van soep tot vlees-, vis-, meel- en aardappelgerechten. Ook wordt het gebruikt als vervanger voor tafelzout. Volgens de legende zou de traditionele mix de gezondheid tot op hoge leeftijd bevorderen.

## Cultureel erfgoed
Op 9 maart 2015 werd het Svanetisch zout samen met een aantal andere Svanetische culinaire en culturele uitingen op de Georgische lijst van immaterieel cultureel erfgoed geplaatst.

## Film
In 1930 verscheen de Sovjet-documentaire Salt for Svanetia van de Georgisch-Russische filmmaker Michail Kalatozov over de geïsoleerde bergregio en het zoutgebrek waar de inwoners aan leden. De stille film is een 'pseudo-documentaire' en geldt als een van de laatste grote films uit de zogeheten 'Gouden Eeuw van de Sovjet stille zwart-witcinema'. De film werd zeer bewonderd om zijn briljante fotografie, expressieve camerawerk, de dramatische montage en de krachtige en levendige etnografie. De film nam de kijker mee hoe de Sovjetmacht het woeste Georgische land aan het transformeren en moderniseren was, bijvoorbeeld door een weg te bouwen zodat de Svaneten met de Sovjetbeschaving verbonden werden.